# سابينا
سابينا (بالفرنسية: Societé Anonyme Belge d'Exploitation de la Navigation Aérienne)‏ و تعني: الشركة البلجيكية لخدمات الملاحة الجوية، كانت الناقل الوطني لبلجيكا من عام 1923 حتى إفلاسها في عام 2001، وكانت تتخذ من مطار بروكسل الدولي مقرا لعملياتها .